# Parto da qui (álbum)
Parto da qui es el tercero álbum en estudio del cantante italiano Valerio Scanu, publicato el 9 de noviembre de 2010 con la EMI Music Italia, anunciado por el sencillo Mio.
El álbum ha llegado, como posición máxima, a la segunda posición de la Clasificación FIMI Artisti Italiana.
Fue en preventa en iTunes desde el 26 de octubre de 2010.
Valerio colaboró como autor de la letra de la canción Parto da qui escrita con Mario Cianchi y Claudio Guidetti.
El segundo sencillo del álbum es L'amore cambia, en radio desde el 14 de enero.

## Ediciones especiales
Junto a la publicación del álbum fue publicada también una edición limitada, con un DVD contenente alcunas canciones live en studio de Sentimento, Everything I Do di Bryan Adams, Cambiare de Alex Baroni y Always de Bon Jovi, y el vídeo musical inédito de la canción Così distante, una entrevista a Valerio que explica el proyecto del  álbum Parto da qui, una fotogaleria y un vídeo del tour escrito por los fanes.
El 19 de abril de 2011 fue publicada la Tour Edition, que contiene el sencillo Due stelle (versión italiana de la misma canción en lengua inglesa Chances, publicada por el mismo cantante) y un DVD con algunos vídeo del concierto live Love Show de Milano trasmetido el 14 de febrero de 2011 en 100 cinematógrafos italianos en la misma tarde.
La mejor posición de esta versión fue la séptima, en la Clasificación FIMI Artisti italiana y el 1 de julio del mismo año es disco de oro.

## Lista de canciones
| N.º | Títulos                      | Autores                                                                                | Duración |
| --- | ---------------------------- | -------------------------------------------------------------------------------------- | -------- |
| 1   | Libero                       | Luca Mattioni, Mario Cianchi                                                           | 3:14     |
| 2   | L'Amore cambia               | Alessandro Gaydou                                                                      | 3:24     |
| 3   | Mio                          | Luca Mattioni, Mario Cianchi                                                           | 4:00     |
| 4   | Non c'è più                  | Lucio Avitabile, Fabio Barnaba                                                         | 3:44     |
| 5   | Ci credo ancora              | Luca Mattioni, Mario Cianchi                                                           | 3:55     |
| 6   | Aria colorata                | Luca Mattioni, Mario Cianchi                                                           | 4:23     |
| 7   | Chances                      | Bregje Sanne Lacourt, I G Niels Hahn                                                   | 4:15     |
| 8   | Il cuore non mente mai       | Luca Angelosanti, Saverio Grandi, Saverio Grandi, Francesco Morettini, Emiliano Cecere | 3:14     |
| 9   | La mia coperta sul cuore     | Luca Paolo Chiaravalli, Luca Paolo Chiaravalli, Massimiliano Zanotti                   | 4:07     |
| 10  | If I Was Made for You        | Kirsten Symonds, Jim Duguid, Terence Maxwell Ronald                                    | 3:47     |
| 11  | Parto da qui                 | Valerio Scanu, Mario Cianchi, Claudio Guidetti                                         | 3:39     |
| 12  | L'Assoluto (bonus en Itunes) | Saverio Grandi, Emiliano Cecere                                                        | 3:48     |

DVD que completa la Limitated Edition:
| N.º | Títulos canciones             | Autores de los cover | Tipología de contenito        | Otro material                        |
| --- | ----------------------------- | -------------------- | ----------------------------- | ------------------------------------ |
| 1   | Sentimento (Valerio Scanu)    |                      | Live in studio (piano e voce) |                                      |
| 2   | Everything I Do               | Brian Adams          | Live in studio (piano e voce) |                                      |
| 3   | Cambiare                      | Alex Baroni          | Live in studio (piano e voce) |                                      |
| 4   | Always                        | Bon Jovi             | Live in studio (piano e voce) |                                      |
| 5   | Così distante (Valerio Scanu) |                      | Vídeo musical inédito         |                                      |
| 6   |                               |                      |                               | Entrevista a Valerio Scanu           |
| 7   |                               |                      |                               | Fotogalería                          |
| 8   |                               |                      |                               | Vídeo del tour escrito por los fanes |

### Tour Edition
| N.º | Títulos                                              | Autores                                                                                | Duración |
| --- | ---------------------------------------------------- | -------------------------------------------------------------------------------------- | -------- |
| 1   | Due Stelle                                           | Luca Mattioni, Mario Cianchi                                                           | 3:57     |
| 2   | Libero                                               | Luca Mattioni, Mario Cianchi                                                           | 3:14     |
| 3   | L'Amore cambia                                       | Alessandro Gaydou                                                                      | 3:24     |
| 4   | Mio                                                  | Luca Mattioni, Mario Cianchi                                                           | 4:00     |
| 5   | Non c'è più                                          | Lucio Avitabile, Fabio Barnaba                                                         | 3:44     |
| 6   | Ci credo ancora                                      | Luca Mattioni, Mario Cianchi                                                           | 3:55     |
| 7   | Aria colorata                                        | Luca Mattioni, Mario Cianchi                                                           | 4:23     |
| 8   | Chances                                              | Bregje Sanne Lacourt, I G Niels Hahn                                                   | 4:15     |
| 9   | Il cuore non mente mai                               | Luca Angelosanti, Saverio Grandi, Saverio Grandi, Francesco Morettini, Emiliano Cecere | 3:14     |
| 10  | La mia coperta sul cuore                             | Luca Paolo Chiaravalli. Luca Paolo Chiaravalli, Massimiliano Zanotti                   | 4:07     |
| 11  | If I Was Made for You                                | Kirsten Symonds, Jim Duguid, Terence Maxwell Ronald                                    | 3:47     |
| 12  | Parto da qui                                         | Valerio Scanu, Mario Cianchi, Claudio Guidetti                                         | 3:39     |
| 13  | Aria colorata (Love Show) (Bonus Itunes)             | Luca Mattioni, Mario Cianchi                                                           | 4:31     |
| 14  | Non c'è più (Love Show) (Bonus Itunes)               | Lucio Avitabile, Fabio Barnaba                                                         | 4:15     |
| 15  | Mio (Love Show) (Bonus Itunes)                       | Luca Mattioni, Mario Cianchi                                                           | 4:13     |
| 16  | L'amore cambia (Love Show) (Bonus Itunes)            | Alessandro Gaydou                                                                      | 3:14     |
| 17  | Per tutte le volte che... (Love Show) (Bonus Itunes) | Pierdavide Carone                                                                      | 3:53     |

DVD que completa la Tour Edition:
| N.º | Títulos                               | Autores                                        | Duración |
| --- | ------------------------------------- | ---------------------------------------------- | -------- |
| 1   | Parto da qui                          | Valerio Scanu, Mario Cianchi, Claudio Guidetti | 3:39     |
| 2   | Aria colorata                         | Luca Mattioni, Mario Cianchi                   | 4:23     |
| 3   | Non c'è più                           | Lucio Avitabile, Fabio Barnaba                 | 3:44     |
| 4   | Mio                                   | Luca Mattioni, Mario Cianchi                   | 4:00     |
| 5   | L'amore cambia                        | Alessandro Gaydou                              | 3:24     |
| 6   | Sentimento                            | Andrea del Principe, Alessandra Dini           | 4:12     |
| 7   | Libero                                | Luca Mattioni, Mario Cianchia                  | 3:14     |
| 8   | Per tutte le volte che... (Love Show) | Pierdavide Carone                              | 3:53     |
| 9   | Listen                                | Henry Krieger, Scott Cutler, Beyoncé Knowles   | 3:40     |
| 10  | Cambiare                              | Alex Baroni                                    | 3:13     |
| 11  | Always                                | Bon Jovi                                       | 5:56     |

## Clasificación
| Clasificación (2010) | Mejor posición |
| -------------------- | -------------- |
| Italia               | 2              |

## Band de la gira "Parto da qui"
Éstos son los músicos que acompañaron al cantante durante el gira "Parto da qui":
- Gabriele Gagliardo: guitarra
- Claudio Ghioni:  basso
- Giorgio Bellia:  batería
- Francesco Lazzari: piano
- Andrea D’Aguì: guitarra acústica, coros, teclados

## Vídeos oficiales
Con este álbum fueron también realizados dos vídeos oficiales:
| N.º | Vídeos oficiales | Fecha de publicación  | Otras informaciones                                                         |
| --- | ---------------- | --------------------- | --------------------------------------------------------------------------- |
| 1   | Mio              | 22 de octubre de 2010 | dirección de Fabio Jansen y Andrea Basile; interpretado por Valerio Scanu   |
| 2   | L'Amore cambia   | 22 de enero de 2011   | dirección de Paolo Marchione; Valerio Scanu canta en una fiesta con amigos. |